# Absolutism luminat
Absolutismul luminat sau  despotismul luminat a reprezentat un curent de idei și practici politice din a doua jumătate a secolului al XVIII-lea, specifice mai ales monarhiilor din centrul și estul Europei. 
Conceptul a fost formulat în 1847 de istoricul german Wilhelm Roscher , fiind încă disputat în rândul specialiștilor.
În noua concepție de guvernare se îmbinau formele feudale de guvernare cu noile idei ale filosofiei luminilor. Din această simbioză a rezultat un ansamblu de reforme care a ameliorat situația popoarelor din Europa Centrală și Răsăriteană. Politica reformistă se caracterizează printr-un ansamblu de măsuri luate de la nivelul monarhiei, concentrate în domeniul administrației, justiției și finanțelor, pentru a consolida statul feudal prin înglobarea elementelor capitaliste.
În noua concepție de guvernare, statutul monarhului apare schimbat. Puterea acestuia nu mai este de natură divină, ci este o delegare a puterii poporului; suveranul nu mai apare ca un trimis al lui Dumnezeu, ci ca un părinte al poporului său.
În ciuda diversității formelor de manifestare, noua concepție de guvernare are unele trăsături comune: un absolutism centralizator, o ierarhie a funcționarilor, o furie a guvernării (concretizată prin intervenția statului în economie, învățământ, religie), o concepție unitară de guvernare.
Gândirea economică a monarhilor luminați era mercantilismul. Se urmărea o balanță comercială activă, monarhia sprijinind activitatea manufacturieră și comercială. În plan social, statul intervine, din considerente fiscale și umanitare, în raporturile dintre țărani și nobili, dorind să facă din fiecare locuitor un contribuabil eficient. Este creat un aparat administrativ centralizat, având în frunte suveranul care devine deținătorul tuturor pârghiilor statului. Caracterul naționalist al activității de stat face ca educația să devină o problemă de guvernare.
Cât privește religia, importanța Bisericii este menținută, dar ea este subordonată puterii de stat care caută să-i reglementeze activitatea. Printre cei mai cunoscuți despoți luminați au fost Maria Terezia și Iosif al II-lea (Imperiul Habsburgic), Frederic al II-lea al Prusiei, Ecaterina a II-a (Rusia) și Constantin Mavrocordat (Țările române).
De exemplu, în Prusia, Frederic al II-lea, influențat de Voltaire, a înlocuit vechea organizare feudală a Brandenburgului, dominată de aristocrația junkerilor, cu un stat modern, extrem de dezvoltat economic și de urbanizat, cu un învățământ de cea mai bună calitate, capabil să susțină eforturile militare enorme în raport cu populația și dimensiunile țării.

## Istoric
Absolutismul luminat este tema unui eseu al lui Frederic al II-lea al Prusiei, care a condus Prusia între 1740 și 1786, apărând acest sistem de guvernare. Când filosoful proeminent al Iluminismului francez, Voltaire, a căzut în favoarea Franței, a acceptat cu nerăbdare invitația lui Frederick de a trăi la palatul său. El credea că o monarhie luminată era singura cale reală pentru societate de a avansa. Frederick a fost un entuziast al ideilor franceze. Frederick a explicat: "Principala mea ocupație este de a combate ignoranța și prejudecățile ... pentru a ilumina mințile, a cultiva moralitatea și a face pe oameni atât de fericiți cât se potrivește naturii umane și de mijloacele de care dispun eu."

## Conducători asociați

Imagini ale monarhilor absoluți luminați
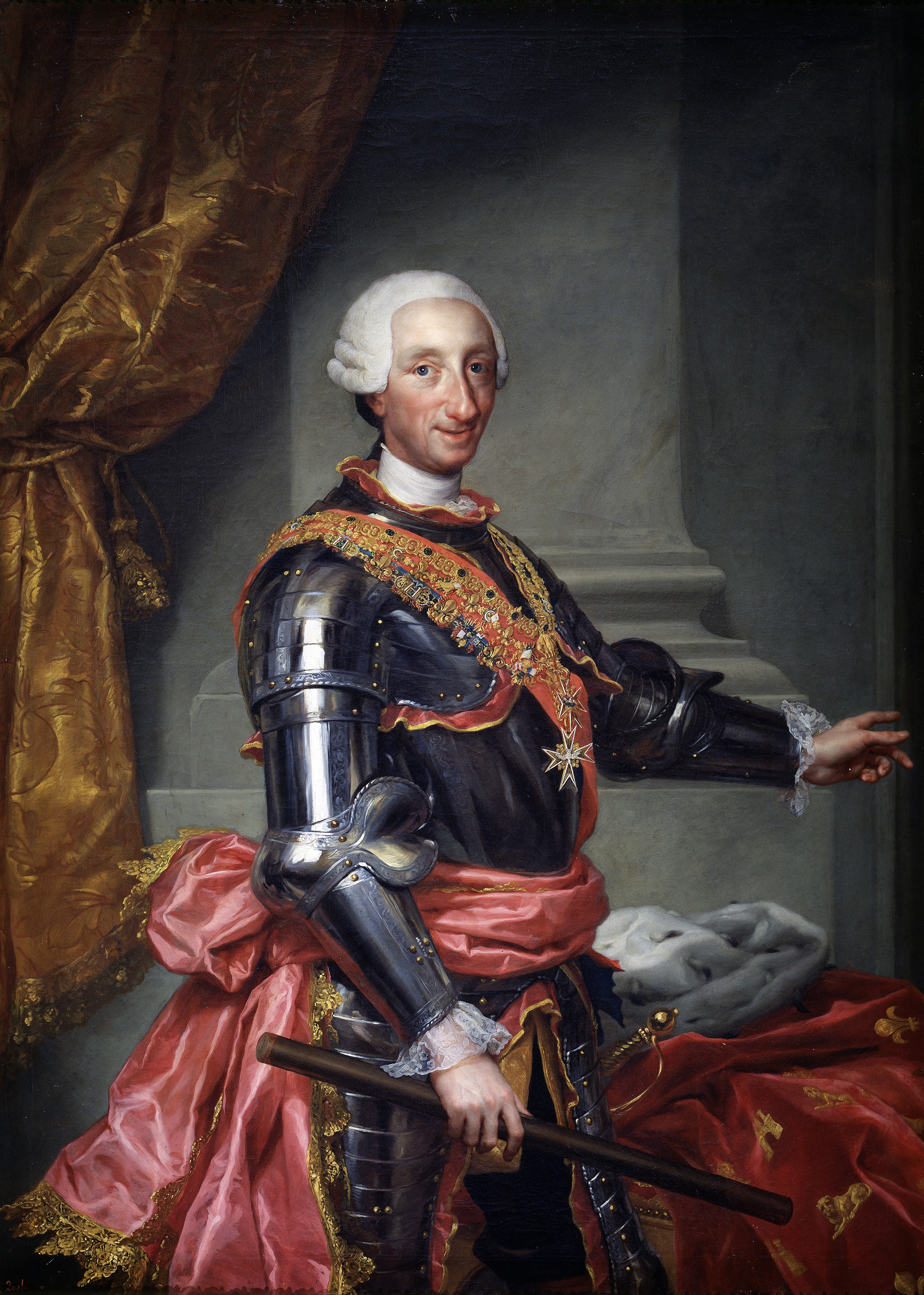
Carol al III-lea al Spaniei.
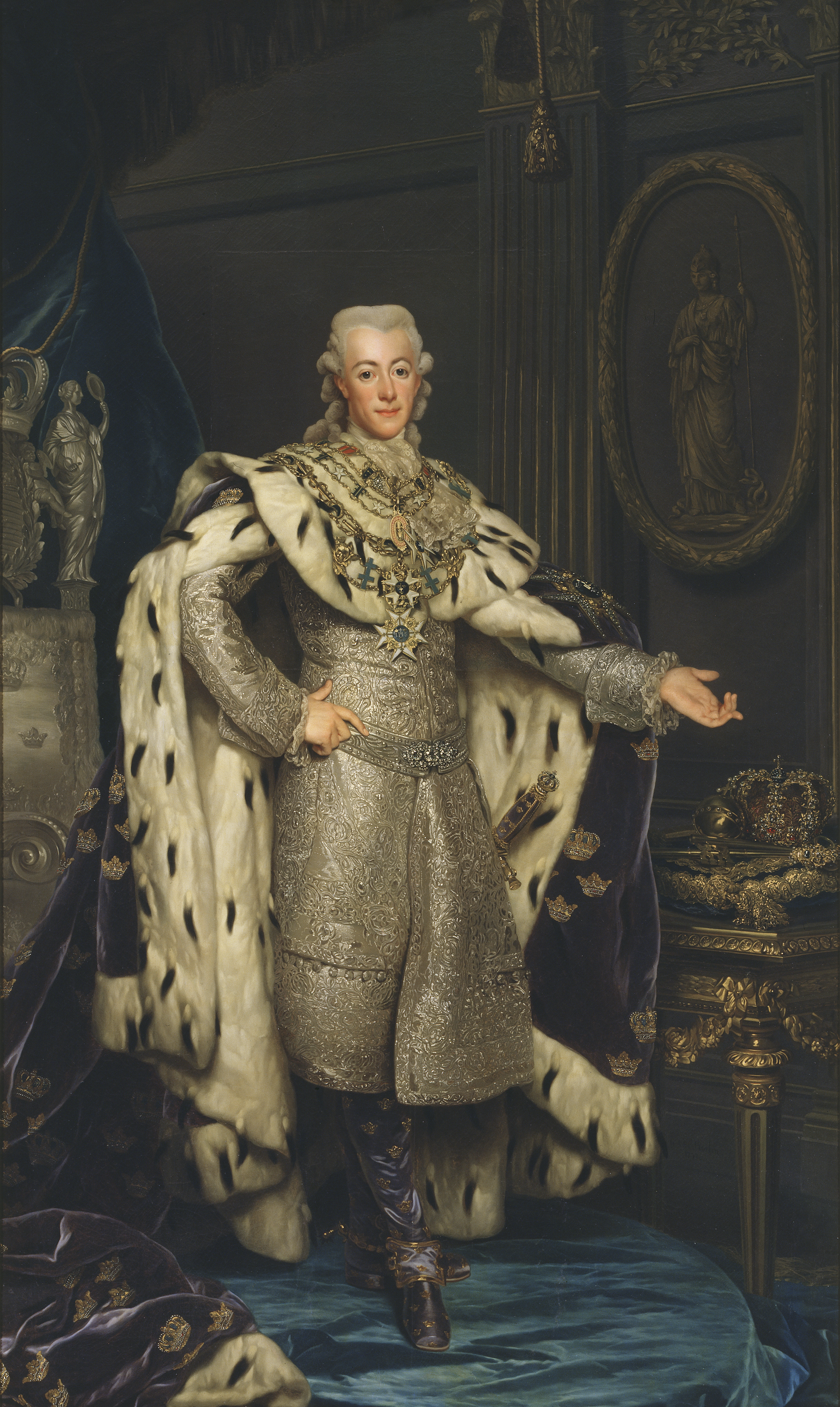
Gustav al III-lea al Suediei.
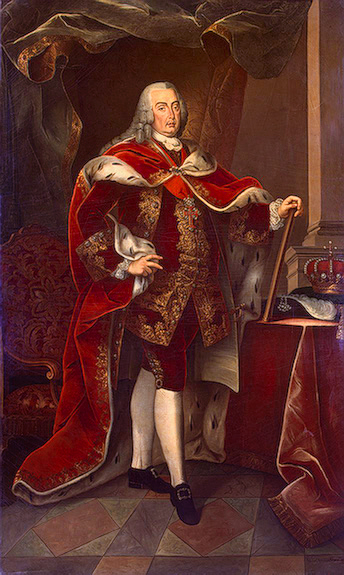
Iosif I al Portugaliei.
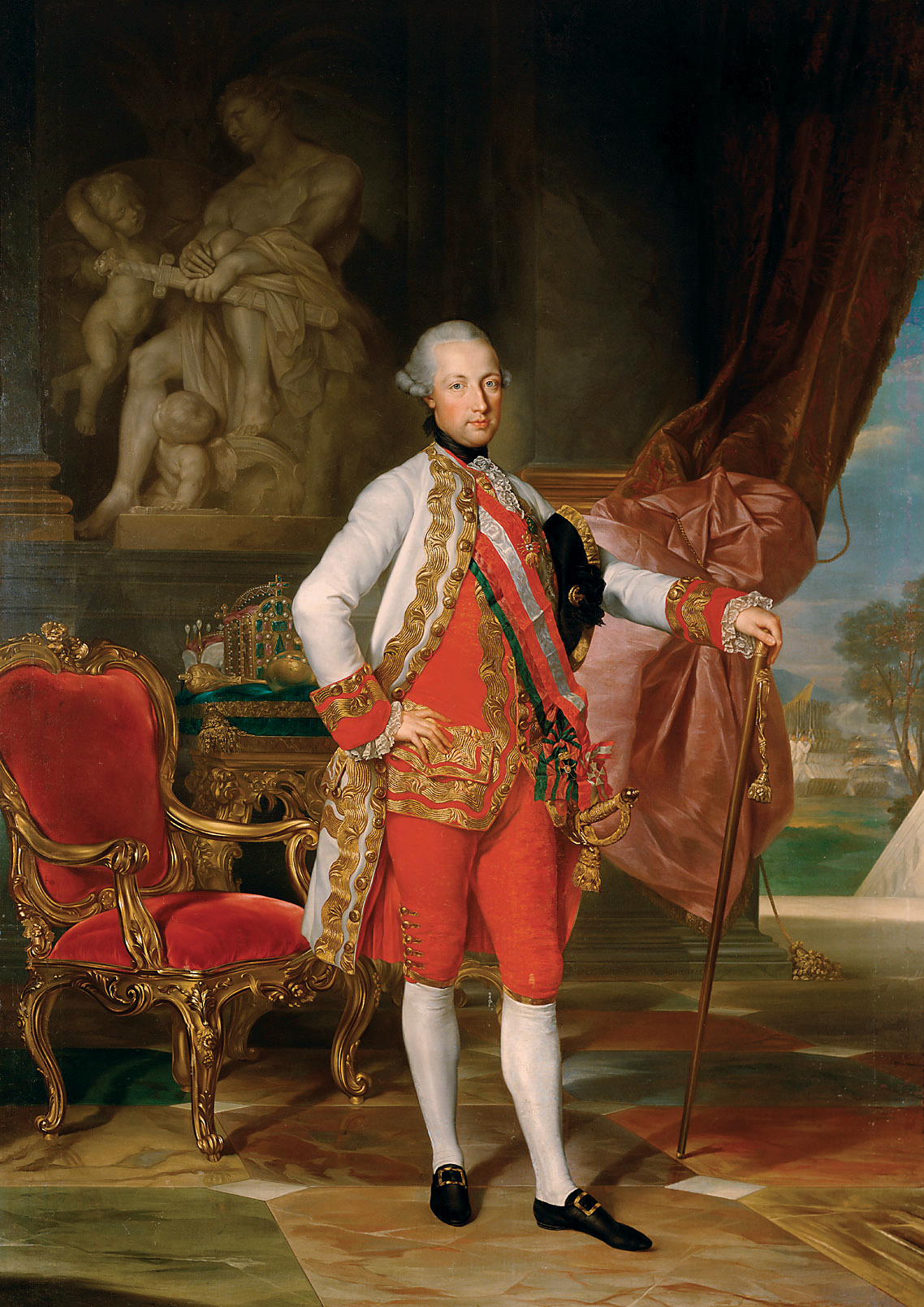
Iosif al II-lea al Sfântului Imperiu Roman.
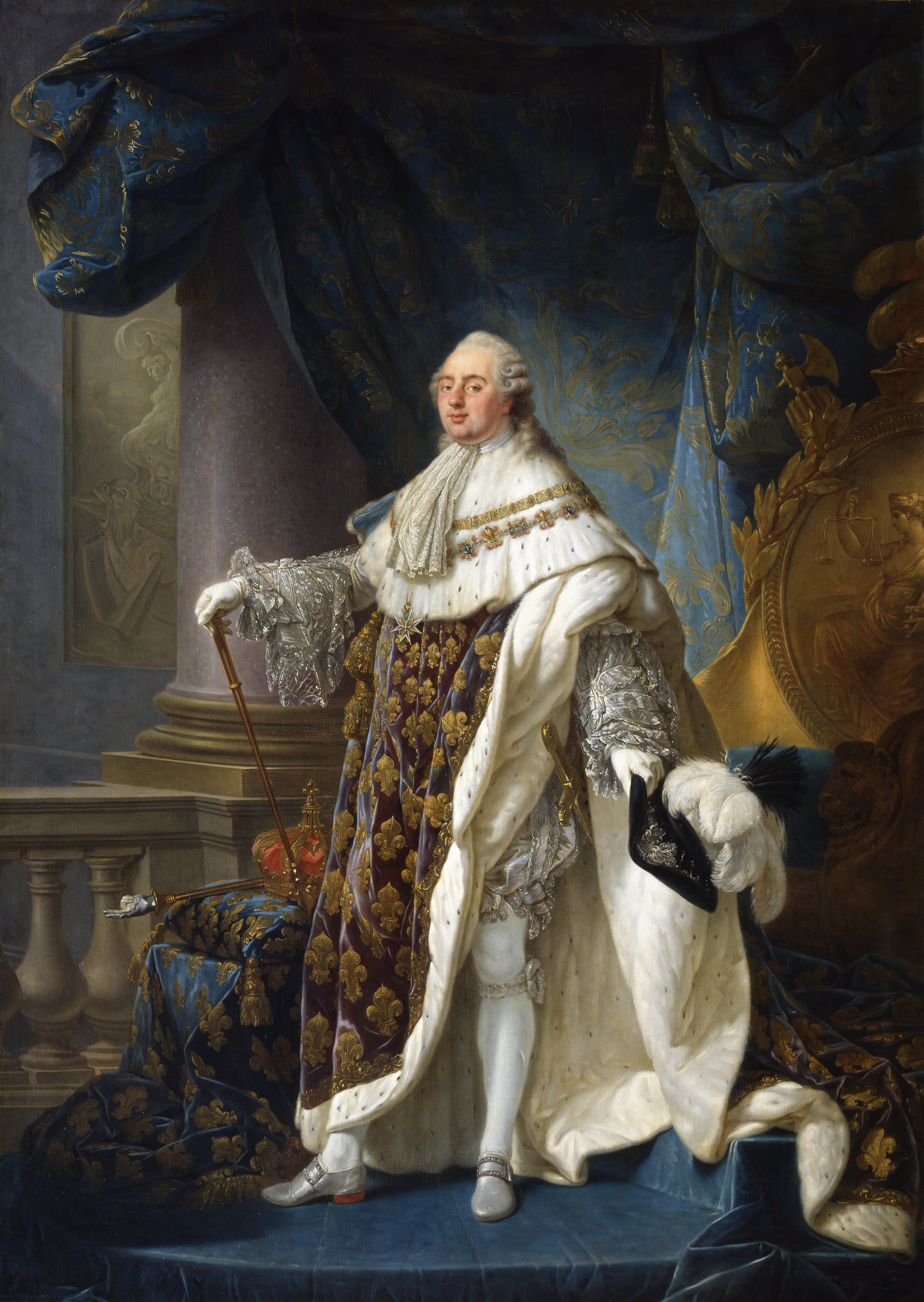
Ludovic al XVI-lea al Franței.

- Napoleon Bonaparte
- Ecaterina a II-a a Rusiei[6]
- Carol al III-lea al Spaniei[7]
- Frederic al II-lea al Prusiei[8]
- Frederic al VI-lea al Danemarcei[9]
- Gustav al III-lea al Suediei[9]
- Iosif al II-lea al Sfântului Imperiu Roman[7]
- Iosif I al Portugaliei
- Maria Theresa
- Leopold al II-lea al Sfântului Imperiu Roman[7]
- Ludovic al XVI-lea al Franței[7]
- Maria Carolina a Austriei,[10]
- Christian al VII-lea al Danemarcei (through his minister Johann Friedrich Struensee)
- Gabriel Bethlen, Rege al Ungariei, Prinț al Transilvaniei